# Serieåret 1902

## Händelser

### Maj

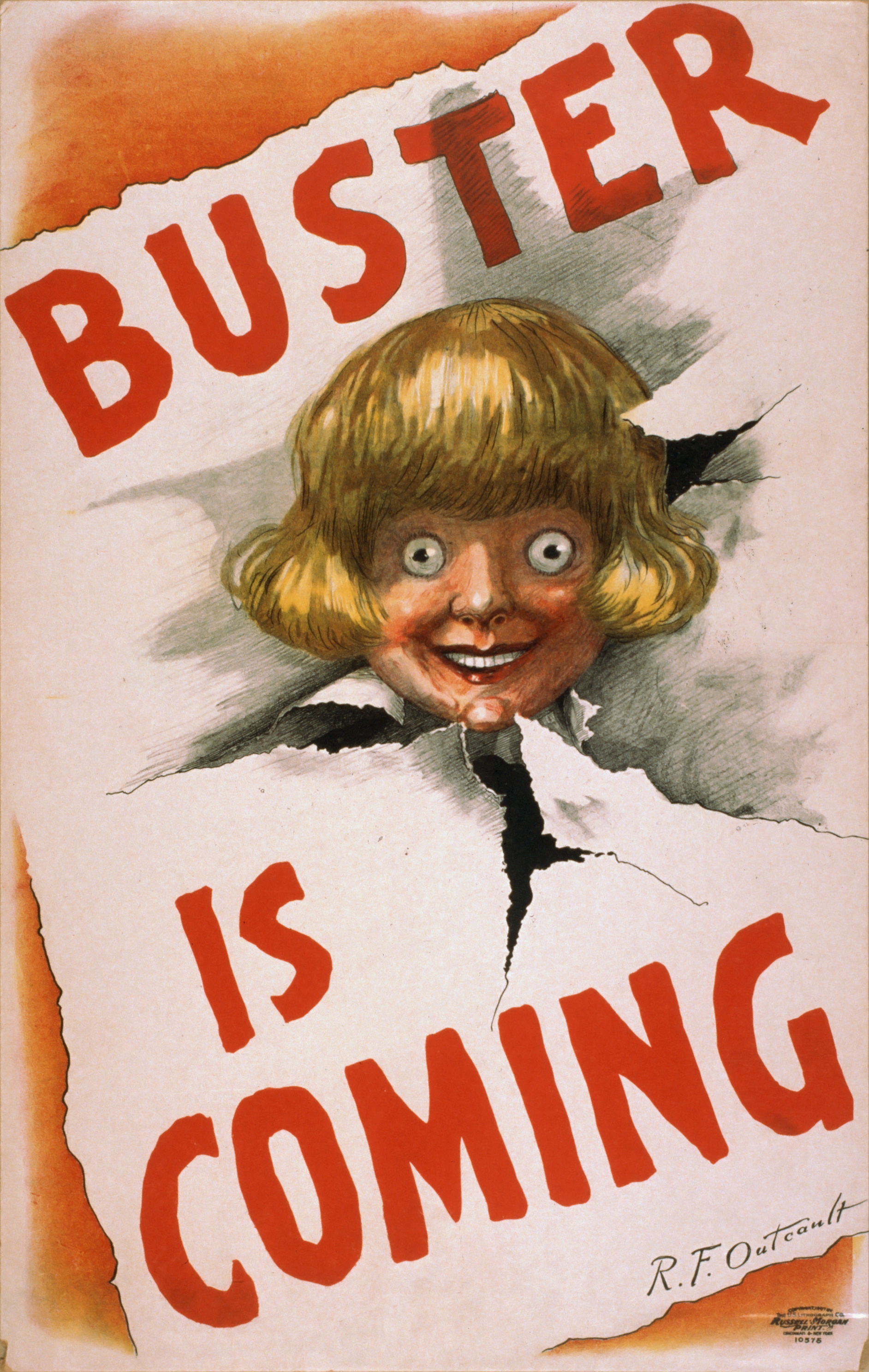
Buster Brown.

- 4 - Richard F. Outcault i USA skapar serien Buster Brown.

### Okänt datum
- Oskar Andersson (signaturen OA) skapar serien Mannen som gör vad som faller honom in.

## Födda
- 9 februari - Fred Harman (död 1982), amerikansk serietecknare, skapare av Red Ryder
- 2 maj - Al Smith (död 1986), amerikansk serietecknare.
- 2 juli - Auguste Liquois, fransk serietecknare.[1]
- 19 augusti - Bertil Almqvist (död 1972), svensk tidningstecknare, illustratör och barnboksförfattare.

### Fotnoter
1. ↑  Comic creator: Auguste Liquois